# Sub Pop 100
Sub Pop 100 — рок-сборник, выпущенный в июле 1986 года лейблом Sub Pop.
Было выпущено всего 5000 копий сборника, что сделало его чрезвычайно популярным среди коллекционеров.

## Список треков
1. «Spoken Word Intro Thing» — Steve Albini (0:50)
2. «Greatest Gift» — Scratch Acid (2:03)
3. «Nothin' to Prove» (Live) — Wipers (2:07)
4. «Kill Yr Idols» — Sonic Youth (2:47)
5. «Bananacuda» — Naked Raygun (1:41)
6. «Gila» — U-Men (2:16)
7. «Smile on Your Face» — Dangerous Birds (2:55)
8. «Church in Hell» — Skinny Puppy (3:12)
9. «Go at Full Throttle» — Steve Fisk (2:29)
10. «Itsbeena» — Lupe Diaz (1:14)
11. «Impact Test» — Boy Dirt Car (1:22)
12. «Real Men» — Savage Republic (3:12)
13. «One Day of the Factory» — Shonen Knife (3:55)